# Gewerbegebiet Neustadt (Halle)

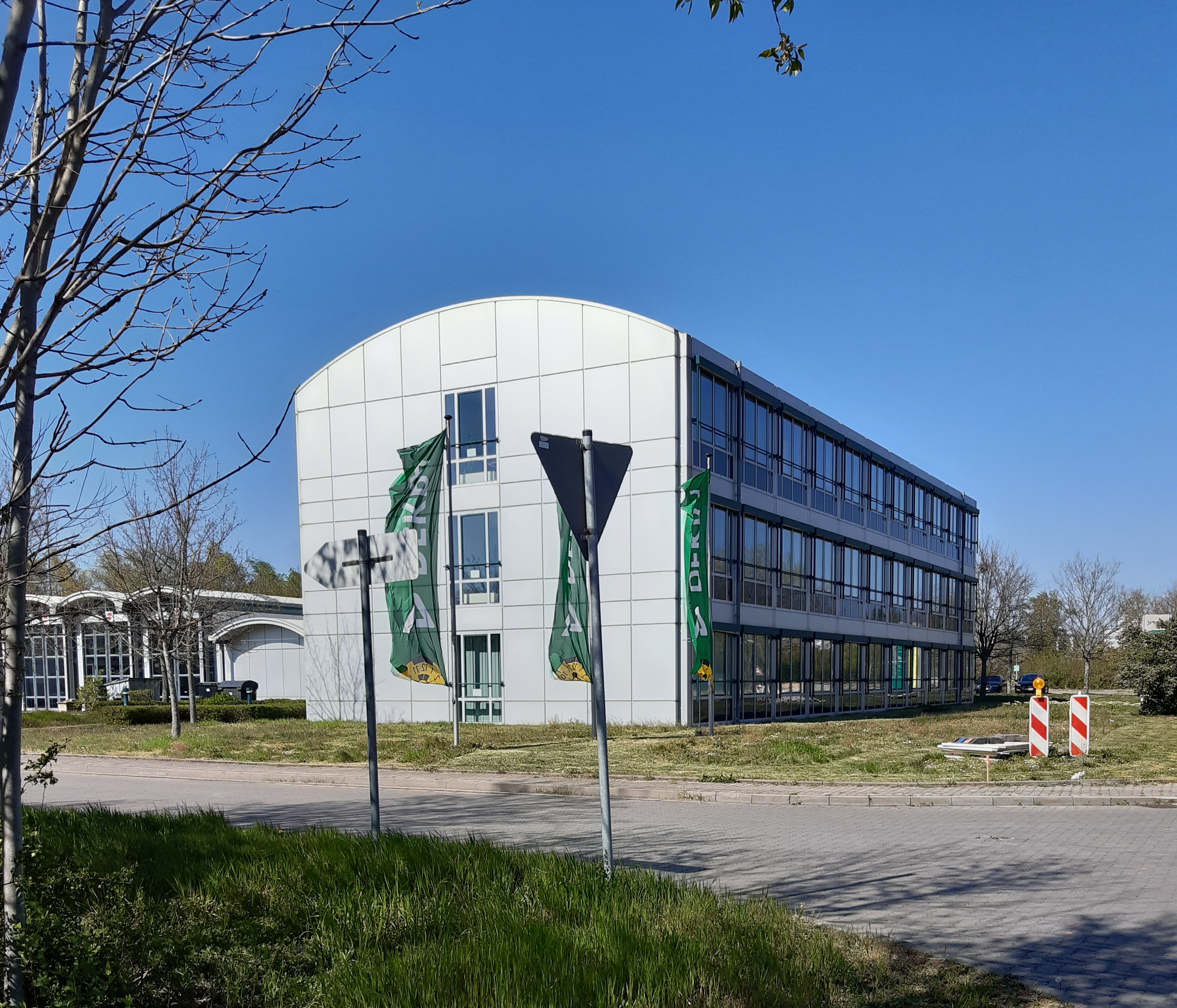
DEKRA-Niederlassung in der Schieferstraße

Das Gewerbegebiet Neustadt ist ein Stadtviertel des Stadtteils Neustadt, Stadtbezirk West, der Stadt Halle (Saale) in Sachsen-Anhalt, Deutschland mit einer Fläche von 2,9 km².

## Geographie
Das Gewerbegebiet befindet sich als südwestliches Stadtviertel der Neustadt von Halle beiderseits der Weststraße zwischen den Siedlungen Angersdorf im Südosten, Zscherben im Westen und der Westlichen Neustadt im Nordosten. Unmittelbar südlich des Gewerbegebietes Neustadt verläuft die Bahnstrecke Halle–Hann. Münden und wenige Kilometer im Westen befindet sich ein Abschnitt der Bundesautobahn 143. Außerdem tangiert die Bundesstraße 80 im Norden das Gebiet.
Im südöstlichen Teil des Stadtviertels liegen die Angersdorfer Teiche mit einem Freibad und eine Kleingartenanlage; im Nordwesten gibt es den Steinbruchsee in einem renaturierten, ehemaligen Muschelkalk-Steinbruch. Der Friedhof der Neustadt sowie der Friedhofsteich, ein Tagebaurestloch und Naturdenkmal, befinden sich ebenfalls im Nordwesten des Stadtviertels.
Das Rinnsal Roßgraben fließt am Gewerbegebiet im Süden vorbei.
Das Gewerbegebiet hatte 27 Einwohner im Jahr 2020.

## Unternehmen
Im Gewerbegebiet Neustadt sind zahlreiche Unternehmen ansässig, unter anderen ein Werk der Coca Cola Company, das für den deutschen Markt jährlich eine Milliarde Getränkeflaschenrohlinge herstellt und sie auch mit Softdrinks befüllt. Im Jahr 2015 beschäftigte dieses Werk 286 Menschen.
Der OBS Omnibusbetrieb Saalkreis GmbH und die hallesche Niederlassung der Dekra haben ihren Sitz ebenfalls im Gewerbegebiet.
Im Frühjahr 2018 wurde von der halleschen Firma Gollmann eine neue Fabrik für Apotheken-Automaten mit 200 Arbeitsplätzen in der Weststraße eingeweiht.